# Zaviralci angiotenzin pretvarjajočega encima
Zaviralci angiotenzin pretvarjajočega encima ali zaviralci angiotenzin-konvertaze (tudi ACE-inhibitorji) so skupina učinkovin proti povišanemu tlaku (antihipertenzivov), ki z zaviranjem angiotenzin pretvarjajočega encima preprečijo pretvorbo angiotenzina I v aktivno obliko angiotenzin II in se uporaljajo za zdravljenje srčno-žilnih bolezni. Mednje spadata na primer enalapril in kaptopril.

## Mehanizem delovanja in učinki
Zaviralci angiotenzin pretvarjajočega encima se vpletajo v renin-angiotenzinski sistem (RAS). Sistemski stimulus za aktivacijo RAS je padec krvnega tlaka in koncentracije natrijevih ionov v distalnih tubulih ledvic. RAS deluje sinergistično s simpatičnim živčevjem. Ob aktivaciji se najprej sprošča proteolitični encim renin, ki razgradi plazemski angiotenzinogen v angiotenzin I. Šele delovanje angiotenzin-pretvarjajočega encima (ACE) tvori močan vazokonstrikcijski hormon angiotenzin II. ACE je endogeni encim eksopeptidaza, imenovan tudi kininaza II. Največ ga je v pljučnem ožilju, manj v luminalni membrani endotelijskih celic, glomerulu in drugih organih. Glavna naloga angiotenzina II je sproščanje aldosterona in aktivacija Na-K črpalke v distalnem tubulu ledvic, kar povzroči hipokaliemijo in zadrževanje vode. Poleg zmanjšane koncentracije angiotenzija II in aldosterona pa je posledica tudi zvečana koncentracija renina in angiotenzina I. Zveča se tudi koncentracija
bradikinina, katerega drugače ACE razgradi. Bradikinin povzroči natriurezo, spodbuja vazodilatacijo in sintezo prostaglandinov.
Poleg znižanja sistemskega arterijskega ter znotrajglomerulnega tlaka povzročajo tud bolj selektivno prepustnost
glomerulne bazalne membrane, zmanjšajo ultrafiltracijo plazemskih beljakovin in posledično zmanjšajo proteinurijo. Zaviralci ACE zavirajo tudi proliferacijo fibroblastov ter na ta način zmanjšajo proces brazgotinjenja ledvičnega tkiva in se zato uporabljajo tudi za upočasnitev procesa ledvičnega odpovedovanja.

## Klinična uporaba
Zaviralci angiotenzin pretvarjajočega encima se uporaljajo pri:
- povišem krvnem tlaku
- srčnem popuščanju
- miokadnem infarktu (srčni kapi), zlasti če je prišlo do ventrikularne disfunkcije
- diabetični nefropatiji
- progresivnem ledvičnem popuščanju

## Predstavniki
Prvi na tržišču se je pojavil kaptoprilin  predstavlja enega od prvih primerov uspešnega razvoja zdravila na osnovi kemičnega poznavanja tarčne molekule (ACE). Kasneje so razvili še številne druge učinkovine iz te skupine, npr. enalapril, lizinopril, ramipril, peridopril in trandolapril. Kaptopril in lizinopril imata zadostno biološko uporabnost, zato nista predzdravili. Predzdravila se z jetrnimi esterazami pretvorijo v aktivne oblike, npr. lizinopril. Edino enaprilat  je v obliki za parentaralno aplikacijo in se uporablja pri hipertenzivnih nujnih stanjih.
Na tržišču so naslednji zaviralci angiotenzin pretvarjajočega encima:
- cilazapril
- enalapril
- fozinopril
- kaptopril
- lizinopril
- perindopril
- ramipril
- trandolapril
- zofenopril

## Neželeni učinki
Kaproptil se je prvotno uporabljal v odmerkih, ki so se izkazali za previsoke, in je povzročal izpuščaj, motnje okušanja, nevropenijo in hudo proteinurijo. Kaže, da so ti neželeni učinki povezani s sulfhidrilno skupino v molekuli učinkovine in ne z zaviranjem ACE. Drugi zaviralci angiotenzin pretvarjajočega encima, ki ne vsebujejo sulfhidrilne skupine v svoji zgradbi, tudi ne povzročajo teh učinkov. Neželeni učinki, ki pa so splošno povezani z zaviranjem ACE in so značilni za vse učinkovine iz te skupine, so hipotenzija oz. znižan krvni tlak (pojavi zlasti po prvem odmerku), suh kašelj (je najpogostejši trajnejši neželeni učinek, najbrž povezan s kopičenjem bradikinina v bronhialni sluznici) in ledvična odpoved (pojavi se lahko zlasti pri bolnikih z obojestransko stenozo ledvičnih arterij).